# Cirolana namelessensis
Cirolana namelessensis är en kräftdjursart som beskrevs av Brusca, Wetzer och France 1995. Cirolana namelessensis ingår i släktet Cirolana och familjen Cirolanidae. Inga underarter finns listade i Catalogue of Life.